# Грамматика Пор-Рояля
«Всео́бщая и рациона́льная грамма́тика Пор-Роя́ля», «Грамма́тика Пор-Роя́ля» (фр. Grammaire générale et raisonnée de Port-Royal) — книга, изданная аббатами монастыря Пор-Рояль Антуаном Арно и Клодом Лансло в 1660 году. Разрабатывалась для серии учебников Пор-Рояля наравне с пособием по логике. Стала первым фундаментальным грамматическим сочинением, относимым к универсальным грамматикам, в которых грамматические категории объясняются через категории мышления и восприятия человеком действительности.
Полное название книги выглядит так: «Всеобщая и рациональная грамматика, содержащая основы искусства речи, изложенные ясно и естественно; рациональные основания того, что является общим для всех языков, как и главных различий между ними; а также многочисленные замечания о французском языке».
Основа теории, изложенной в «Грамматике Пор-Рояля», — описание «операций рассудка», посредством которых воспринимается, анализируется и осмысливается окружающая действительность; по мнению авторов «Грамматики…», названные операции постижимы исключительно через язык и выразимы лишь с его помощью.
Для выявления универсальных моментов, обязательных во всех конкретных языках, авторы используют в основном факты французского языка, привлекая для сравнения примеры из древнегреческого, латинского, древнееврейского, испанского, итальянского, английского и немецкого языков. Тем самым авторы следуют индуктивному методу доказательства. Однако индукция «Грамматики…» отличается неполнотой, и потому полученные результаты не могут претендовать на универсальность. «Грамматика…» представляет собой скорее характерологическое описание французского языка в сопоставлении, с одной стороны, с логической структурой, а с другой — с некоторыми языками.

## Структура книги
«Грамматика…» разделена на две части. Первая из них носит название «Слова как звуки» и состоит из шести глав. Вторая часть называется «Слова как средства выражения и передачи мысли»; её составляют 24 главы. Именно в ней содержатся положения об «основных операциях рассудка» (представлении, суждении, умозаключении) и соответствующих им категориях языка. Операциям соответствуют различия между частями речи: имена существительные, прилагательные, местоимения и артикли соотносятся с представлением, глаголы — с суждением; способность к умозаключению находит выражение в связном тексте. Впрочем, авторы грамматики признавали необходимым для определения частей речи учёт роли слов в предложении.

## Ключевые идеи
Грамматика определяется авторами как «искусство говорить». При этом «говорить — значит выражать свои мысли знаками, которые люди придумали для этой цели». Авторы основываются на том, что, поскольку «искусство мыслить» (логика) является общечеловеческим и не зависит от того, на каком языке говорит и думает индивид, то и грамматика должна быть всеобщей.

### «Общее» и «частное» в языке
В «Грамматике…» различаются «общее» — логико-смысловые категории, так или иначе выражаемые в лексике и грамматике языков — и «частное», то есть грамматическая организация отдельных языков. Установить, является ли категория общей, присущей всем языкам, по мнению авторов грамматики, можно посредством изучения частных фактов языков.

## Оценки и критика
Обсуждение идей, содержащихся в «Грамматике Пор-Рояля» и «Логике Пор-Рояля», можно найти в книге Н. Хомского «Картезианская лингвистика».